# Calle Broadway (San Francisco)

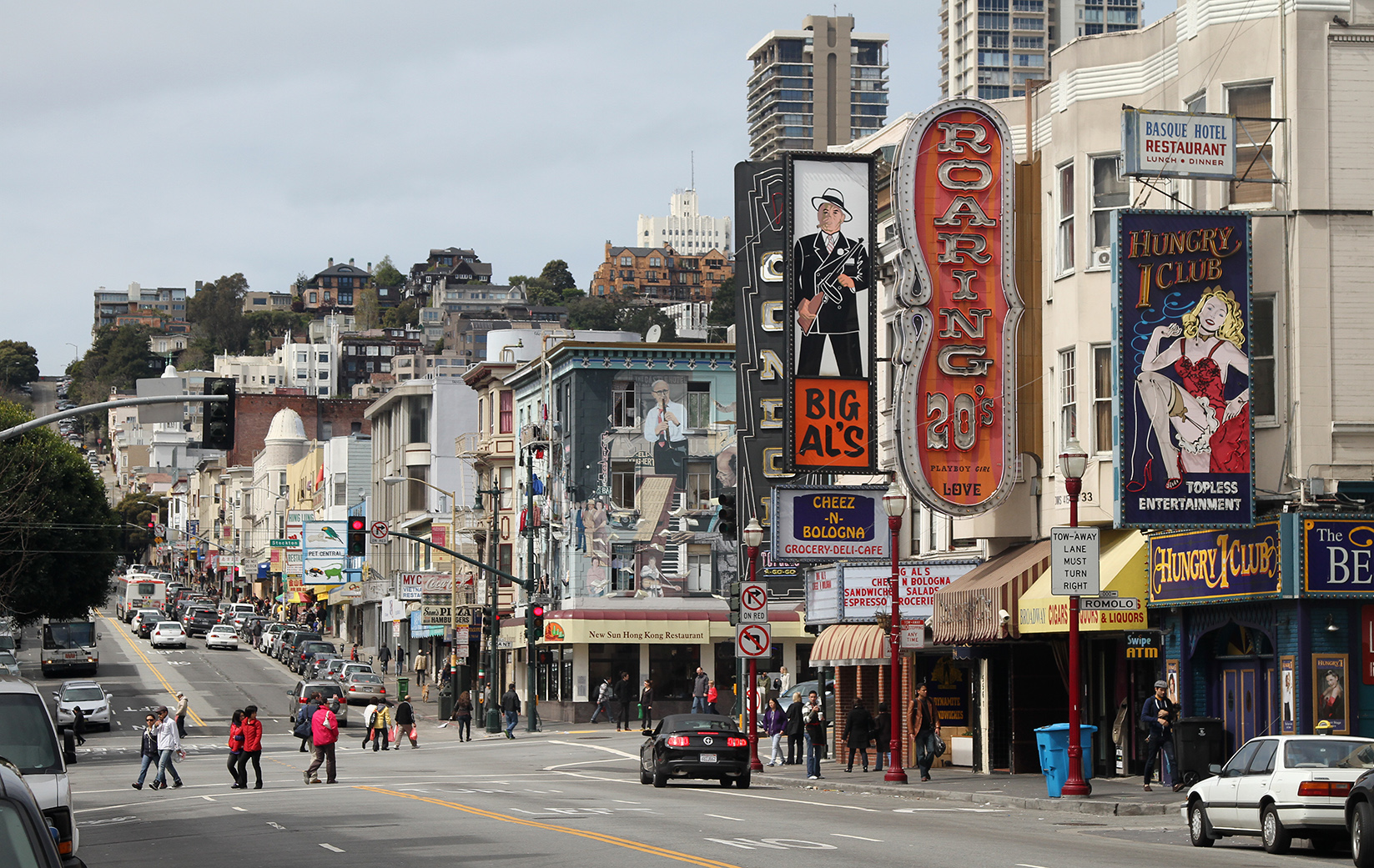
Broadway

Broadway es una calle de sentido este - oeste en San Francisco, California, que se inicia en El Embarcadero, rumbo hacia el distrito Cow Hollow. Las luces de neón de Broadway, hasta North Beach,  identifican el Distrito red-light, donde se concentran discotecas y otros negocios para adultos, al igual que clubes y bares, muchos de los cuales han sido escenario de películas y programas de televisión. La calle también cuenta con edificios emblemáticos, como el Teatro Showgirls, el Túnel Broadway, la Preparatoria del Convento del Sagrado Corazón y la Biblioteca de la Ciudad de Las Luces.